# San Nicolas
För andra betydelser, se San Nicolas (olika betydelser).
San Nicolas (Bayan ng San Nicolas) är en kommun i Filippinerna. Kommunen ligger på ön Luzon, och tillhör provinsen Batangas. Folkmängden uppgår till 20 599 invånare.

## Barangayer
San Nicolas är indelat i 18 barangayer.
| - Abelo - Balete - Baluk-baluk - Bancoro - Bangin - Calangay - Hipit - Maabud North - Maabud South | - Munlawin - Pansipit - Poblacion - Santo Niño - Sinturisan - Tagudtod - Talang - Alas-as - Pulang-Bato |